# Škoda Vision E

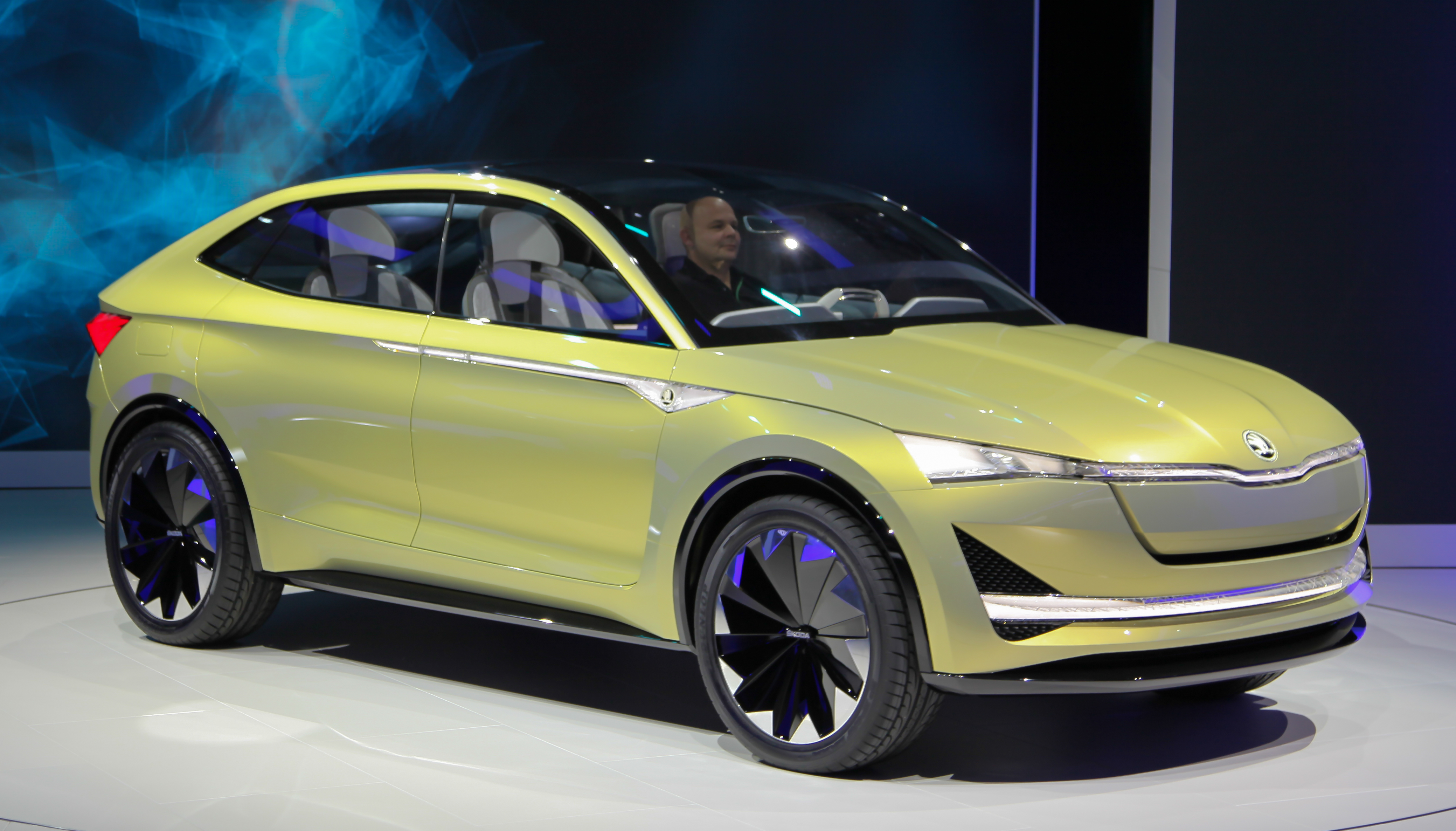
Škoda Vision E (2017)

Der Škoda Vision E und Vision iV sind Fahrzeugdesign- und Technologiestudien in Form eines viertürigen Coupés („SUV-Coupé“) mit abfallendem Heck von Škoda Auto, das im April 2017 auf der Auto Shanghai vorgestellt wurde. Die Studie soll laut dem Hersteller einen Ausblick auf das Portfolio im Segment der Elektromobilität schaffen und ist ein Teil der Elektrifizierungsstrategie von Škoda. Mit einer geänderten Front wurde die Studie Vision E auf der Internationalen Automobil-Ausstellung im September 2017 erneut ausgestellt. Die zweite Entwicklungsstufe wurde unter dem Namen Vision iV 2019 auf dem Genfer Auto-Salon veröffentlicht.

## Vision E
Designer war Jozef Kabaň, der die Gestaltungslinie des Vision E mit dem Škoda Kodiaq I einführte. Besonderheit sind die Selbstmördertüren an beiden Seiten.
Mit Lithium-Ionen-Batterien und einem Energierückgewinnungssystem ausgestattet, soll der Vision E eine Reichweite von etwa 500 km haben. Der Antrieb erfolgt mit zwei Elektromotoren, die eine Gesamtleistung von 225 kW (306 PS) aufbringen. Die Höchstgeschwindigkeit wurde mit abgeregelten 180 km/h angegeben. Der Vision E ist auf dem Modularen E-Antriebs-Baukasten (MEB) von VW gebaut und soll Level 3 des autonomen Fahrens erreichen.

## Vision iV
Der Škoda Vision iV ist die 2019 vorgestellte Weiterentwicklung des Fahrzeugs und die letzte Stufe vor der Serienproduktion.

## Serienmodell Enyaq
Das batterieelektrisch angetriebene Serienmodell Škoda Enyaq präsentierte der Hersteller am 1. September 2020. Der erste Škoda Enyaq wurde im April 2021 ausgeliefert.